# Prothysana terminalis
Prothysana terminalis är en fjärilsart som beskrevs av Walker 1855. Prothysana terminalis ingår i släktet Prothysana och familjen silkesspinnare. Inga underarter finns listade i Catalogue of Life.